# Сельское поселение «Деревня Болва»
Се́льское поселе́ние «Деревня Болва» — муниципальное образование в Спас-Деменском районе Калужской области Российской Федерации.
Административный центр — деревня Болва.

## История
Статус и границы сельского поселения установлены Законом Калужской области от 4 октября 2004 года № 354-ОЗ «Об установлении границ муниципальных образований, расположенных на территории административно-территориальных единиц "Барятинский район", "Куйбышевский район", "Людиновский район", "Мещовский район", "Спас-Деменский район", "Ульяновский район" и наделении их статусом городского поселения, сельского поселения, муниципального района».

## Население
| 2007 | 2010 | 2012 | 2013 | 2014 | 2015 | 2016 |
| ---- | ---- | ---- | ---- | ---- | ---- | ---- |
| 213  | ↗220 | ↘213 | ↗214 | ↘209 | →209 | ↗214 |
| 2017 | 2018 | 2019 | 2020 | 2021 |      |      |
| ↗218 | ↘212 | ↘206 | ↘200 | ↗206 |      |      |

## Состав сельского поселения
| №  | Населённый пункт | Тип населённого пункта          | Население |
| -- | ---------------- | ------------------------------- | --------- |
| 1  | Болва            | деревня, административный центр | ↗183      |
| 2  | Гридино          | деревня                         | ↘3        |
| 3  | Ипоть            | деревня                         | ↘11       |
| 4  | Капустное        | деревня                         | ↗1        |
| 5  | Ключи            | деревня                         | ↘0        |
| 6  | Ломакино         | деревня                         | →0        |
| 7  | Ползы            | деревня                         | →0        |
| 8  | Проходы          | деревня                         | ↘0        |
| 9  | Стаи             | деревня                         | ↘0        |
| 10 | Старое Лесково   | деревня                         | →18       |
| 11 | Стребки          | деревня                         | ↘4        |